# Valromey-sur-Séran
Valromey-sur-Séran és un municipi francès situat al departament de l'Ain i a la regió d'Alvèrnia-Roine-Alps. Es crea l'1 de gener de 2019, amb l'estatus de municipi nou, a partir de la fusió de Belmont-Luthézieu, Lompnieu, Sutrieu i Vieu, que esdevenen municipis delegats.